# Benjamin Corenwinder
Benjamin Norbert Eugène Corenwinder (né le 2 juin 1820 à Dunkerque et décédé le 19 juin 1884 à Lille) est un chimiste et industriel français.
D'abord assistant de Frédéric Kuhlmann en 1847, il devint professeur à l'Université de Lille. À partir de 1872, il est secrétaire général de la Société industrielle du Nord de la France et assure un cours d'économie rurale, chimie et distillerie à l'Institut industriel du Nord de la France (École centrale de Lille).
Spécialiste de la betterave à sucre et producteur industriel de sucre, il devint directeur de la station agronomique du Nord à Lille. Il fut un membre éminent de la Société des sciences, de l'agriculture et des arts de Lille et de la Société industrielle du Nord de la France.